# George Odhiambo
George Odhiambo es un futbolista keniano. Actualmente juega para el Randers FC de la Liga danesa. Ha aparecido en Goal.com como uno de los 100 Jugadores Jóvenes a tener en cuenta en el 2011. Juega predominantemente como lateral pero también puede hacerlo como delantero.                                                     

## Carrera
George Odhiambo asistió a la Thur Gem High School. Inició su carrera profesional en el equipo Gor Mahia de Kenia a los 16 años. Se convirtió en una estrella del Gor Mahia y fue premiado como el "Jugador mas Prometedor" en el 2009 de la Liga Keniana de Fútbol. En la temporada 2010, fue premiado como el Mejor Jugador de la Liga de Fútbol de Kenia.

### Randers
Odhiambo firmó por el Randers FC de la Liga Danesa en enero de 2011. Debutó en un partido contra el FC Nordsjælland. Desde la banca ingresó para reemplazar a Jonas Kamper, pero perdieron el partido 1-2.

### Selección nacional
Odhiambo es un jugador regular de la Selección de fútbol de Kenia desde el 2009, jugando conjuntamente con McDonald Mariga y Dennis Oliech.

## Equipos
| Club       | País      | Año       |
| ---------- | --------- | --------- |
| Gor Mahia  | Kenia     | 2009-2011 |
| Randers FC | Dinamarca | 2011-     |

## Sobrenombre
Curiosamente, Odhiambo es conocido por sus fanes como "Blackberry." Se cree que un periodista local le puso este, quien al ver su juego comentó: "es como mi blackberry, que puede hacer todo."